# 기세이정
기세이정(紀勢町)은 미에현 와타라이군 난세이 지역에 속했던 정이다. 마쓰자카시 남서쪽 약 60km에 있었다. 2005년 2월 14일에 오미야정, 오우치야마촌과 합병해 다이키정이 성립해 기세이정은 폐지되었다.

## 역사
- 1957년 2월 1일 - 와타라이군 가시와자키촌, 기타무로군 니시키정과 합병해 성립과 동시에 와타라이군에 소속되었다.
- 2005년 2월 14일 - 오미야정, 오우치야마촌과 합병해 다이키정이 성립하였다. 동일 기세이정은 폐지되었다.

## 행정
- 정장 : 타니구치 토모미 (谷口友見) (1994년 2월 26일 ~ 2005년 2월 13일)

## 교통

### 철도
- 도카이 여객철도
  - 기세이 본선

### 도로
- 기세이 자동차도(일본어판)
- 국도 42호선